# Grigercsik Jenő
Grigercsik Jenő (Petrozsény, 1915. január 12. – Kolozsvár, 1983. március 6.) földrajztudós, meteorológus, egyetemi, főiskolai oktató. Grigercsik Géza öccse.

## Életútja
Középiskoláit szülővárosában végezte, 1935-ben érettségizett. A kolozsvári egyetemen szerzett tanári diplomát (1940). Előbb a kolozsvári Gép- és Villamosipari Középiskola, ill. Ady–Şincai Líceum tanára, 1949-től a Bolyai Tudományegyetemen, 1959-től az egyesített Babeș–Bolyai Tudományegyetemen légkörtant és éghajlattant, valamint földmérés- és térképészettant adott elő, majd 1964-től a temesvári tanárképző főiskolán és egyetemen tanított nyugdíjazásáig (1974).
Szakírói tevékenységet főleg a meteorológia területén fejtett ki a kolozsvári és temesvári egyetem szakfolyóirataiban, a Korunkban és a budapesti Időjárás című folyóiratban.

## Kötete
- Gyakorlati meteorológia (1958)